# Seraphim Rose
Seraphim Rose (született Eugene Dennis Rose) (San Diego, Kalifornia, 1934. augusztus 13. – Platina, Kalifornia, 1982. szeptember 2.) más néven Platinai Szerafim, az Oroszországon Kívüli Orosz Ortodox Egyház amerikai szerzetespapja volt, az anti-ökumenikus Igaz Ortodox Kereszténység jeles képviselője, aki megalapította az Alaszkai Szent Germán Monostort Platinában, Kaliforniában. Sok ortodox keresztény szöveget fordított angol nyelvre, és több saját írású műve is megjelent (néhányuk polemikusnak is tekinthető). Írásainak nagy szerepe volt az ortodox kereszténység nyugati elterjedésében. Népszerűsége kiterjedt Oroszországra is, ahol műveit titokban adták ki és szamizdatként terjesztették a kommunista korszakban, ezek a könyvek ma is népszerűek.
Sok ortodox keresztény nagyra becsüli őt és munkásságát, szentként tisztelve őt az ikonográfiában, liturgiában és az imákban, bár hivatalosan még nem lett szentté avatva egyik ortodox szinódus által sem.

## Korai évei
Eugene Rose 1934 augusztus 13-án született San Diegóban. Édesapja, Frank Rose, egy első világháborús veterán volt, aki feleségével Esther Roseal üzemeltette a város első "karmel korn" édességboltját. Felmenői Franciaországból, Norvégiából és Hollandiából vándoroltak be az Egyesült Államokba de apai ágon van Magyarországról származó felmenője is.
Édesanyja Esther, amellett hogy üzletasszonyként tevékenykedett, festő volt, aki a csendes-óceáni partvidék helyszíneinek impresszionista ábrázolására specializálódott. San Diegóban nevelkedve, Eugene kaliforniai maradt élete hátralevő részére. Nővére Eileen Rose Busby, író, Mensa tag és antikvitás szakértő volt; bátyja Frank Rose pedig egy helyi üzletember volt.
Bár Rose egyik önéletrajzírója született atlétaként jellemzi őt, ennek ellenére soha nem vett részt komolyan semmilyen sportban. 14 évesen megkeresztelkedett a metodista egyházban, de később elutasította a kereszténységet, ateistaként definiálva magát. Miután elvégezte a San Diegói Gimnáziumot, felvételt nyert a Pomona Egyetemre ahol kínai filozófiát tanult és magna cum laudéval diplomát szerzett 1956-ban. Amíg a Pomonára járt ő volt a felolvasója a vak Ved Mehta-nak, akiből később híres író vált. Mehta két könyvében is említi Rose-t. Ezek közül az egyik a "Stolen Light": "Nagyon szerencsésnek éreztem magam, hogy megtaláltam Gene-t felolvasónak... Olyan egyértelműséggel olvasott, hogy szinte az az illúzióm volt, mintha magyarázná a dolgokat."  Ezek után Rose az Ázsiai Tudományok Amerikai Akadémiáján, Alan Watts alatt folytatta tanulmányait, majd később felvételt nyert a Kaliforniai Egyetem keleti nyelvek mesterképzésébe, ahol 1961-ben diplomázott az "Üresség és teljesség Lao-ceben" címmel.
Amellett, hogy nagyon jó nyelvérzékkel rendelkezett, Rose jó humorérzékéről és intelligenciájáról is ismert volt. Élvezte az operát, a koncerteket, a művészetet, az irodalmat és San Francisco nyújtotta gazdag kulturális lehetőségeket, ahol a diploma megszerzése után telepedett le és kezdte el kutatni a buddhizmust és más ázsiai filozófiákat.

## Szellemi Útkeresés
Miközben Watts ázsiai intézetén tanult, Rose elolvasta a francia metafizikus René Guénon írásait és találkozott a kínai taoizmus egyik tudósával, Gi-ming Shien-el. Shien a tanulás, a hagyományos szempontok és szövegek értékelésének ősi kínai megközelítést hangsúlyozta, a modern értelmezésekkel ellentétben. Shien által ihletve, Rose elkezdte tanulmányozni az ősi kínai nyelvet, hogy eredeti nyelvükön tudja olvasni a korai Tao szövegeket. Shien és Guénon írásaiból szerzett tapasztalatai révén Rose egy saját hiteles és megalapozott szellemi hagyományt keresett. Bár korábban a keleti vallásokra összpontosított, Rose szellemi útja a kereszténységhez azon belül is az Oroszországon Kívüli Orosz Orthodox Egyházhoz (ROCOR) vezetett, részben Jon Gregersonnal való barátságának köszönhetően.

## Orthodoxia

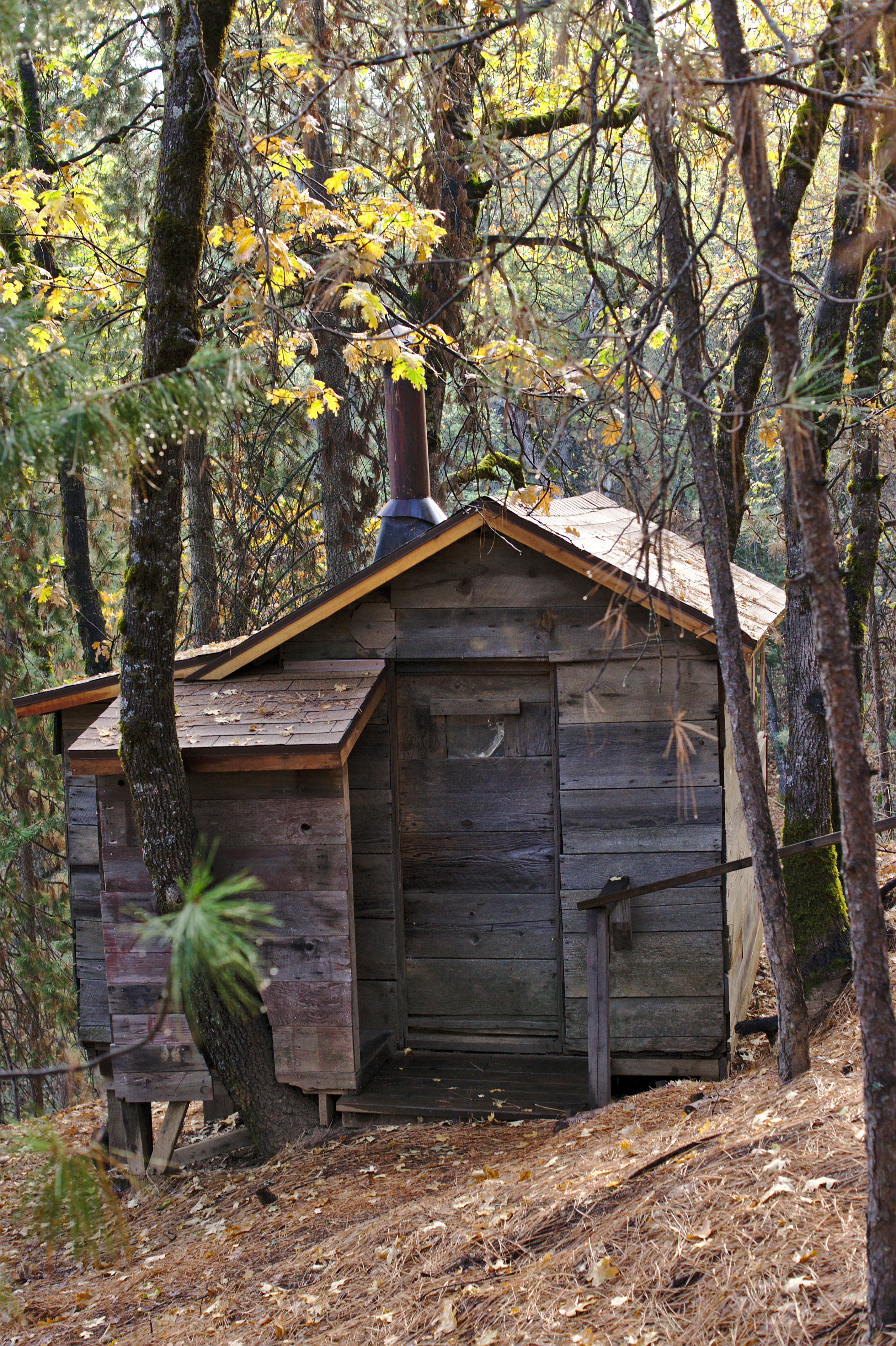
Seraphim Rose egykori cellája az Alaszkai Szent Germán Monostorban (Platina, Kalifornia)

1962-ben Rose tagja lett az Oroszországon Kívüli Orosz Orthodox Egyháznak San Franciscóban. Gyorsan kitűnt San Francisco püspökének, San Franciscó-i és Shaghai Szent Jánosnak, mint komoly és szorgalmas áttérő. 1963-ban, János Érsek áldását adta, hogy Rose, társával Gleb Podmoshensky-vel közösen, megalapítsa az Alaszkai Szent Germán Testvériséget. 1964 márciusában Rose megnyitotta orthodox könyvesboltját a san francisco-i ROCOR katedrális mellett a Geary Boulevard 6254 szám alatt, ami abban az időben volt épülőben. 1965-ben a testvériség megalapította a Szent Germán Kiadó házat, mely a mai napig működik.
Egyre inkább az elkülönült élet felé vonzódva, Rose közössége végül úgy döntött, hogy elhagyják a várost és elvonulnak az észak-kaliforniai vadonba, ahol Rose és Podmoshensky 1968-ban szerzetesekké váltak, és az Alaszkai Szent Germán Testvériséget egy teljes jogú szerzetesi közösséggé alakították. Rose szülei finanszírozták az elszigetelt Platina falucskája közelében fekvő erdő birtok megvásárlásához szükséges önrészt, ahol Rose és néhány barátja felépítette az Alaszkai Szent Germán Monostort. 1970 októberében, tonzúrájakor Rose a Szerafim nevet kapta, Szarovi Szent Szerafim után. Írói és fordítói tevékenységét és a pappá szenteléséhez szükséges tanulmányait az ebben a monostorban található apró cellájában folytatta, ahol nem volt se folyóvíz se villanyáram, élete hátralévő napjait is ebben a cellában töltötte. 1977-ben Nektary érsek Seattle, aki Optinai Szent Nektariusznak a nagy Optinai Sztarecek utolsó képviselőjének volt a lelki gyermeke, szentelte pappá

## Munkássága
A Geary Boulevardi könyvesboltjában egy kézzel hajtott nyomdagép segítségével, 1965 januárjában alapította meg az Orthodox Ige című kéthavonta megjelenő magazint, ami a hagyományhű orthodoxia meghatározó kiadványa lett; ez a folyóirat a mai napig megjelenik (modern nyomdagéppel nyomtatva). Ezenkívül több tucat egyéb kiadványt készített és jelentetett meg, köztük az „Isten Kinyilatkoztatása az Emberi Szív Számára” (ez a kis könyv Seraphim atyának a Santa Cruz-i Egyetemen tartott előadását tartalmazza, ahol azt próbálta szemléltetni az egyetemi hallgatóknak, hogy mit is jelent valójában a Krisztushoz való megtérés), az „Orthodoxia és a Jövő Vallása” (ezen mű korunk "vallásai" trendjeinek a veszélyeit mutatja be, valamint a kiépülőben lévő ökumenista új "kereszténységet", mely az író szerint az Antikrisztus eljövetelét hivatott előkészíteni), és a „Lélek a Halál Után” (az Orthodox Egyház tanítása az emberi lélek halál utáni sorsáról) című könyveit; ezek mind a mai napig nyomtatásban maradtak. Fordította és kinyomtatta Michael Pomazansky Atya Orthodox Dogmatikus Teológia című könyvét, ami továbbra is fontos információ forrás a papnövendékek és laikusok számára egyaránt. Rose könyveit orosz nyelvre is lefordították, és széles körben elterjedt szamizdat-ként a Szovjetunión belül, mivel hivatalosan nem jelenhettek meg a kommunista rendszer bukásáig. Ő volt az egyik első amerikai orthodox keresztény, aki több egyházatya fő művét is angolra fordította.

## Halála

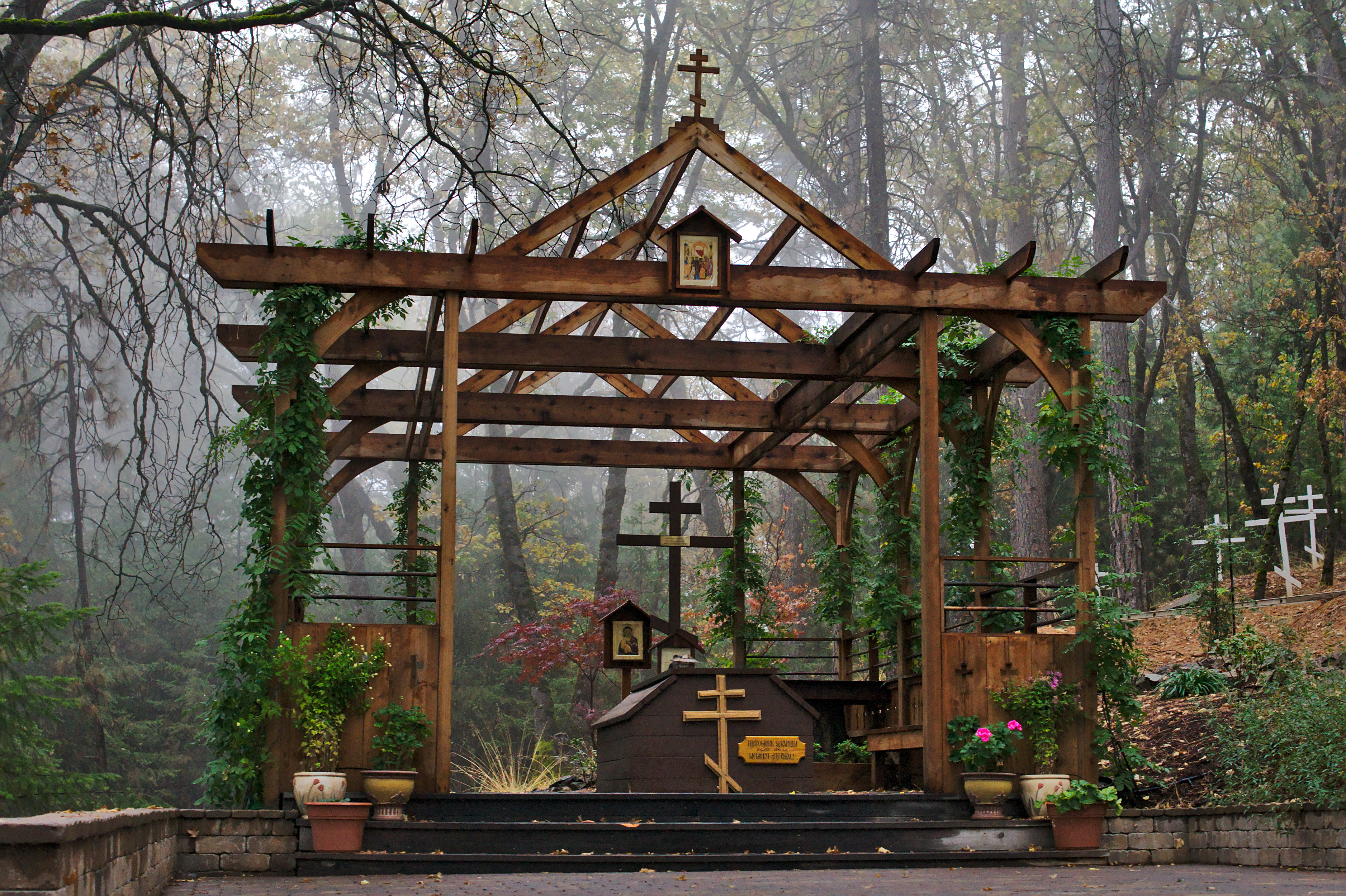
Seraphim Rose sírja az Alaszkai Szent Germán Monostorban (Platina, kalifornia)

Miután 1982-ben több napig erős fájdalmai voltak, miközben cellájában dolgozott, szerzetes társai elvitték a vonakodó Seraphim Atyát a Reading városában található Irgalom Egészségügyi Központba kivizsgálásra. Amikor megérkezett a kórházba az állapotát kritikusnak nyilvánították és félig eszméletét is vesztette. A feltáró műtét befejezése után kiderült, hogy egy vérrög elzárta az egyik vénát, mely a beleknek szükséges vért szolgáltatta, és így azok halott szövetek tömegévé váltak. Betegsége során több száz hívő látogatta őt a kórházban és imádkoztak felépüléséért és lelki üdvéért. Többek között olyan távoli helyeken is mondtak érte imákat és celebráltak liturgiát, mint az Athosz-hegy az orthodox szerzetesség szellemi központja. Seraphim Atya állapota rohamosan romlott és 1982. szeptember 2-án, csütörtökön, reggel 10:30 perckor az orvosok kijelentették, hogy már nem tudnak érte egyebet tenni. Többszervi elégtelenség után Seraphim Rose megtért teremtőjéhez. Amint az később kiderült az utolsó személy, aki őt élve látta egy apáca volt a Szent Xénia Szkítiből. "Légy erős!" ezek voltak az utolsó szavak melyeket Seraphim Atya földi életében hallott.
Seraphim Atya holtteste pár napig egy egyszerű fa koporsóban nyugodott, vadonban lévő monostorában. Aki látta a holttestét, meggyőződhetett arról, hogy nem indult bomlásnak és nem állt be nála a hullamerevség sem, hanem hajlékony maradt és ráadásul kellemes rózsaillat áradt belőle. Számos csodálatos eseményről, gyógyulásról és az ő emberek előtti megjelenéseiről számoltak be világszerte, halála után. Rengeteg orthodox hívő várja Seraphim Rose szentként történő kanonizálását, bár hivatalosan még nem indult meg a kanonizáláshoz vezető procedúra. Az Alaszkai Szent Germán Monostorban található sírja közkedvelt zarándokhely lett az orthodox keresztények körében.

## A Szent Germán Monostor napjainkban

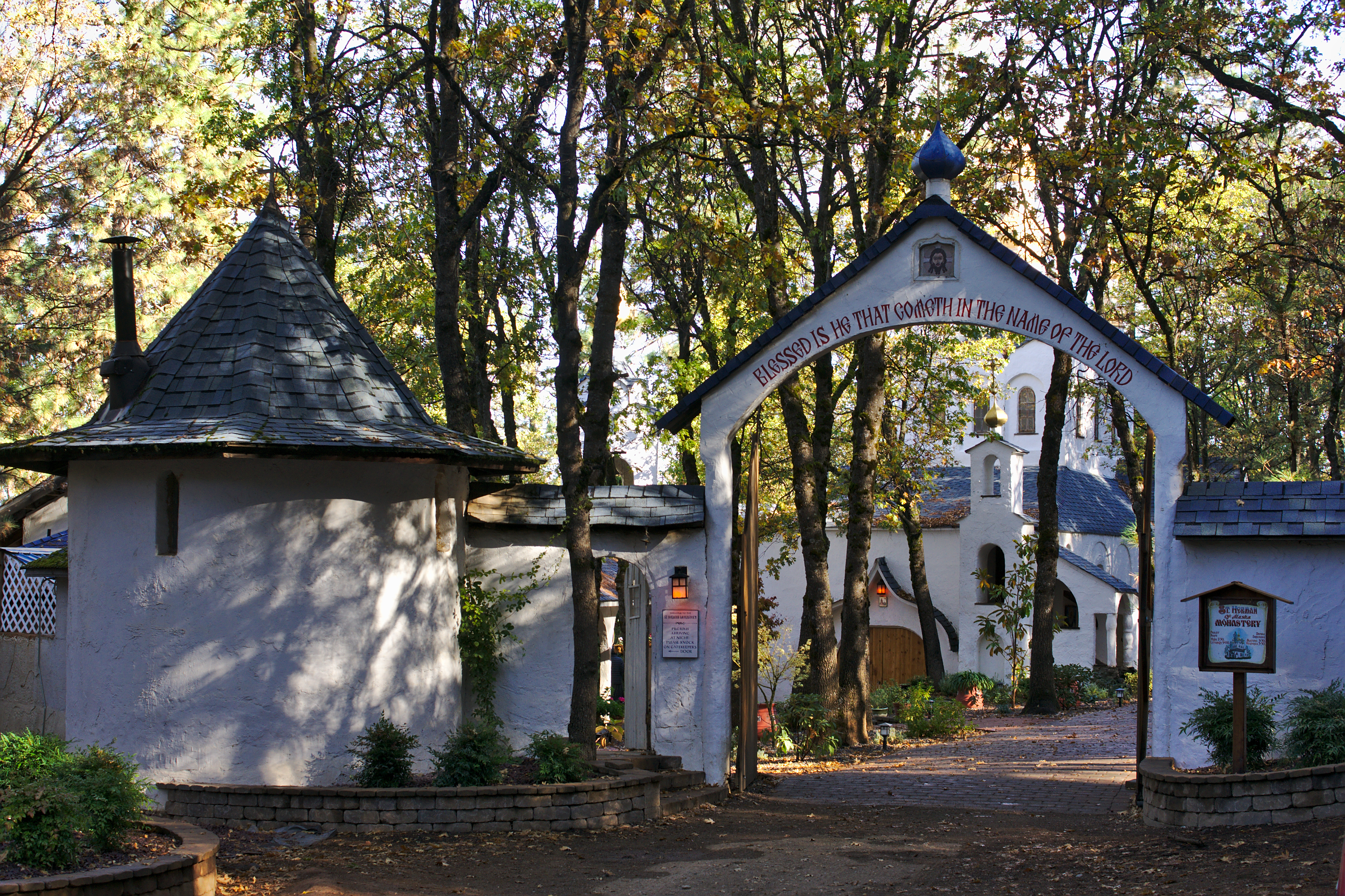
Alaszkai Szent Germán Monostor, (Platina, Kalifornia) 2015

Az Alaszkai Szent Germán Monostor már nem része az Igaz Ortodox Egyházaknak és nem követik Seraphim atya eszmeiségét, jelenleg a "hivatalos" Szerb Orthodox Egyház nyugat-amerikai egyházmegyéjéhez tartozik. Az ott élő összes szerzetes amerikai, azonban sokan beszélik közülük az orosz nyelvet. Továbbra is elsődleges céljuknak tekintik az orthodox könyvek nyomtatását és terjesztését, mely a testvériség megalapítása óta fő tevékenységüknek számít. Emellett a kolostor segítette a viselkedési vagy tanulási problémákkal küzdő helyi fiatalok gondozását és oktatását, ami jelentős tiszteletet szerzett a helyiek körében Seraphim Atya testvériségének. A látogatók egész évben látogatják a monostort, de különösképp szeptember 2-án, Rose halálának évfordulóján. A monostor jelenlegi vezetője egyben Seraphim Rose életrajz írója is, Igumen Damascene (Christensen).

## Megjelent művei (angolul)
- Blessed John the Wonderworker: A Preliminary Account of the Life and Miracles of Archbishop John Maximovitch. Platina: St. Herman of Alaska Brotherhood, 1987. (ISBN 0938635018)
- Genesis, Creation and Early Man. Platina: St. Herman of Alaska Brotherhood, 2000. (ISBN 1887904026)
- God's Revelation to the Human Heart. Platina: Saint Herman Press, 1988. (ISBN 0938635034)
- Letters from Father Seraphim. Nikodemos Orthodox Publication Society. (ISBN 1879066084)
- Nihilism: The Root of the Revolution of the Modern Age. Platina: St. Herman of Alaska Brotherhood, 1994. (ISBN 1887904069) (as Eugene Rose).
- Orthodoxy and the Religion of the Future. Platina: Saint Herman of Alaska Brotherhood, 1975. (ISBN 188790400X)
- The Apocalypse: In the Teachings of Ancient Christianity. Platina: Saint Herman of Alaska Brotherhood, 1985. (ISBN 0938635670)
- The Place of Blessed Augustine in the Orthodox Church. Platina: Saint Herman of Alaska Brotherhood, 1983. (ISBN 0938635123)
- The Soul After Death: Contemporary "After-Death" Experiences in the Light of the Orthodox Teaching on the Afterlife. Platina: St. Herman of Alaska Brotherhood, 1988. (ISBN 093863514X)

### Magyarul
- Isten kinyilatkoztatása az emberi szív számára; ford. Németh A. István; fordítói, Sárospatak, 2020  ISBN 978-615-00-7621-8[9]